# Parque Nacional do Cabo Orange
O Parque Nacional do Cabo Orange (PNCO) é uma unidade de conservação brasileira de proteção integral da natureza localizada na região norte do estado do Amapá, com território distribuído pelos municípios de Oiapoque e Calçoene.
O parque forma, junto aos parques nacionais Montanhas do Tumucumaque, do Monte Roraima, do Pico da Neblina e da Serra do Divisor, o conjunto de Parques Nacionais fronteiriços da Amazônia brasileira. O Parque Cabo Orange possui uma área de 657 327 ha e sua administração cabe atualmente ao Instituto Chico Mendes de Conservação da Biodiversidade (ICMBio).

## Histórico
O PNCO foi criado através do decreto Nº 84.913, emitido pela Presidência da República em 15 de julho de 1980, com uma área de aproximadamente 657 327 ha. Objetiva a preservação dos ecossistemas de manguezal e de campos de planície localizados na foz do rio Oiapoque e na costa norte do Brasil, no estado do Amapá.
 (...) proteger a flora e a fauna e as belezas naturais existentes no local, ficando sujeito às disposições da Lei Nº 4.771, de 15 de setembro de 1965 e do Regulamento dos Parques Nacionais Brasileiros, aprovado pelo Decreto Nº 84.017, de 21 de setembro de 1979.— Presidência da República
O mangue ou manguezal tem como fator seletivo da vegetação a salinidade do mar, onde as espécies que ocorrem estão adaptadas às condições do habitat.
As terras que constituem esta unidade de conservação foram habitadas por várias populações indígenas e, posteriormente, disputadas ao longo de séculos por portugueses, franceses, ingleses e holandeses. Os registros materiais e culturais da história dessa região estão presentes em vários pontos do parque nacional. O próprio nome, Cabo Orange, emprestado do acidente geográfico que marca o extremo norte do litoral brasileiro, vem de uma homenagem feita por um holandês à realeza de seu país, que tem a cor laranja como uma marca nacional.
Antes da criação do parque já existia uma reserva indígena que o limitava, o que favoreceu a sua proteção. O Parque protege uma grande extensão de mangue, uma faixa marítima de 10 km de largura por 200 km de extensão e ecossistemas terrestres, além de favorecer a educação ambiental e a pesquisa. Cabo Orange foi a primeira unidade de conservação federal criada no Amapá, estado que tem hoje 55 % de seu território protegido por parques, reservas e terras indígenas.
No ano de 2013, o PNCO foi eleito o mais novo Sítio Ramsar brasileiro, uma designação que confirma que se trata de uma área úmida de importância internacional. Ramsar é o nome da cidade iraniana onde foi realizada a primeira convenção internacional que tratou do tema. A introdução dessas zonas na lista internacional facilita a obtenção de apoio ao desenvolvimento de pesquisa, acesso a fundos internacionais para financiamento de projetos e criação de cenário favorável à cooperação internacional.

## Características
O PNCO tem como limites a Guiana Francesa, ao norte; as terras indígenas Uaçá e Juminã e, num pequeno trecho, o Projeto de Assentamento de Vila Velha, a oeste, o Oceano Atlântico, a leste e a Área Quilombola de Cunani ao Sul.

### Clima
Quente úmido com três meses secos; Tropical, com temperatura média anual de 24 a 26 °C. A pluviosidade está entre 1 750 e 2 000 mm anuais.

### Relevo
O parque pertence à unidade de relevo Planície Fluvio-Marinha Macapá-Oiapoque, que se constitui de áreas planas, na faixa de terrenos quaternários, formados por sedimentos argilosos, siltosos e arenosos de origem mista, fluvial e marinha.

### Vegetação
As espécies mais significativas do mangue são a siriúba (Avicenia nitida), o mangue-vermelho (Rhizophora mangue) e o mangue-amarelo (Laguncularia sp.). Já os campos da planície do Amapá têm a cobertura vegetal abundante de gramíneas ciperáceas. São encontrados o buriti (Mauritha flexuosa), mururés (Eichornia sp.), canaranas (Echinoa sp.) e o capim-arroz.

### Fauna
A fauna apresenta-se bastante rica e diversificada, ocorrendo várias espécies de tartaruga, o peixe-boi (Trichechus inunguis), bem como a avifauna, que merece destaque por ser o litoral amapaense o último reduto de várias espécies outrora encontradas em todo o litoral brasileiro, entre elas o guará (Eudocimus ruber) e o flamingo-americano (Phoenicopterus ruber).

## Visitação e atrações
Atualmente o PNCO passa por processo de avaliação de viabilidade turística, tendo o turismo comunitário ou sustentável como sendo a base das experimentações. Não possui infra-estrutura prevista para o turismo, mas a visitação não é proibida, sendo que para visitar esta área é necessário uma autorização expedida pela diretoria do Parque. O município de Oiapoque possui relativa estrutura para recepção de turismo com hotéis, restaurantes e atividades de lazer diversas, entretanto, o município de Calçoene é carente nestas estruturas. A melhor época para visitação desta unidade e região de entorno é de agosto a dezembro, período em que há menos chuvas e as estradas estão boas para circulação veicular.
Para os que se aventurarem, o cenário do Cabo Orange é bastante único. 
Além de observar a vegetação de mangue, campos de várzea com seus buritizais e os animais, é interessante conhecer um pouco da vida simples dos poucos moradores da Vila Velha do Cassiporé e da Vila de Cunani. São comunidades tradicionais nas quais seus moradores vivem da pesca e pequenas atividades de agricultura ou pecuária de subsistência. 
Também é possível conhecer as aves aquáticas como os Guarás, Colhereiros, Garças, e, com sorte, talvez até o Flamingo-americano visitando o extremo norte do Parque. Essas espécies costumam aparecer na região de lama na área logo após a maré baixar e proporcionam um espetáculo único na região amazônica. Este momento pode também ser propício para adentrar no mangue ou conhecer um dormitório de psitacídeos em uma ilha no Rio Oiapoque fora do Parque.
No extremo sul do Parque existe uma comunidade chamada "Cunani" ou "Vila de Cunani" cuja origem remonta a história da República de Cunani. Em resumo, a Vila de Cunani era a capital da República de mesmo nome que foi originada na época do contestado Brasil/França pela região do Amapá. Duas foram as tentativas de fundar e manter a república, uma em 1885 e outra em 1902, a primeira foi rechaçada pelo governo Francês e a segunda pelo governo brasileiro. Hoje, há poucos vestígios da república na região, mas com um bom guia é possível entender um pouco do modo de vida da comunidade e ter uma ideia de como era o modo de vida naquela época.